# Hydraena camerocorona
Hydraena camerocorona (лат.) — вид жуков-водобродок рода Hydraena из подсемейства Hydraeninae. Название состоит из имени места обнаружения (Камерун) и слова corona, обозначающего признак широких боковых краёв надкрылий.

## Распространение
Встречаются в Камеруне (Экваториальная Африка).

## Описание
Жуки-водобродки мелкого размера (менее 2 мм), удлинённой формы. Коричневато-чёрные. Отличается от других представителей рода в Камеруне сочетанием очень мелких и широко расставленных пунктур надкрылий, сравнительно широкими боковыми поясными краями надкрылий, пронотальной макулой и строением эдеагуса. Надкрылья с мелкой пунктировкой, по направлению к задней части пунктировка постепенно уменьшается, каждая пунктура с очень коротким и очень тонким волоском. Вершины надкрылий в дорсальном аспекте слитно закруглены, в заднем аспекте края образуют очень слабый угол друг с другом. Взрослые жуки, предположительно, как и близкие виды, растительноядные, личинки плотоядные.

## Классификация
Вид был впервые описан в 2022 году американским энтомологом Philip Don Perkins (Department of Entomology, Museum of Comparative Zoology, Гарвардский университет, Кембридж, США) по типовым материалам из Камеруна.